# Southfork Ranch
A Southfork Ranch egy konferencia- és rendezvényközpont Parkerben, az Amerikai Egyesült Államokban, Texas államban, Dallastól 40 km-re északra. Magába foglalja a Dallas című televíziós sorozat helyszínéül szolgáló Ewing-kúriát. A helyszínre különféle túrákat kínálnak.

## Története
A házat 1970-ben Joe Duncan építtette, és Duncan Acres néven ismerték, a családjáról elnevezve. 1970-ben a birtok eredetileg 200 hektár (0,81 km²) területű volt. A Southfork Ranch „kúriája” egy 550 m² ház, egy 88,9 m² zárt garázzsal, amelyet dolgozószobává/kártyaszobává alakítottak.
A ranch szerepel a Dallas című televíziós sorozatban. A külső felvételeket 1979-től 1989-ig a helyszínen forgatták, bár a Lorimar Productions 1979-ben Kaliforniában egy stúdió makettet is készített a ranch külsejéről (úszómedencével együtt), amelyet akkor használtak, amikor az időjárás miatt nem lehetett a texasi helyszínen forgatni. 1989-től a sorozat gyártása teljes egészében a kaliforniai stúdióban zajlott. A Dallas: Jockey visszatér (1996) és az Dallas: A Ewingok háborúja (1998) című filmek újra a farmon játszódtak, akárcsak a Dallas: Visszatérés Southforkba (2004) című nem-fikciós különkiadás. Az 1998-as Ewingok háborúja volt az egyetlen alkalom, amikor drámai céllal forgattak a valódi farmon belül. A Dallas: Ahogy kezdődött című előzményfilm néhány jelenetét szintén itt forgatták 1985 novemberében. Southforkot az új Dallas-sorozathoz ismét felhasználták.
1993-94-ben a farm szerepelt a Little Texas „God Blessed Texas” című klipjében.
A ranch ma egy rendezvény- és konferenciaközpont, a Forever Resorts tulajdonában. A KLTY-FM rádió Celebrate Freedom című keresztény koncertjének adott otthont, amelyet évente a függetlenség napja alkalmából tartanak, és otthont adott a 2009. július 4-i „America's Tea Party”-nak, amely egy szervező szerint 25 000-35 000 fős becsült tömeget vonzott..
2012 decemberében megemlékezést tartottak a Southfork Ranchon Larry Hagman színész halála után, aki a sorozatban J.R. Ewing szerepét játszotta. A „J.R. Ewing szobában” egy emlékkönyvet állítottak fel, amelyet a rajongók aláírhattak.

## Képgaléria

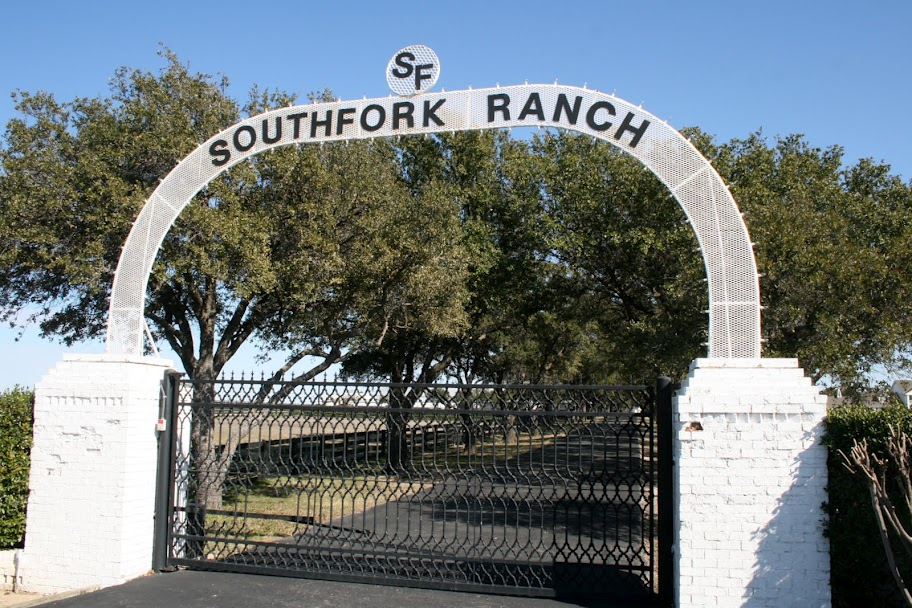
A főbejárat
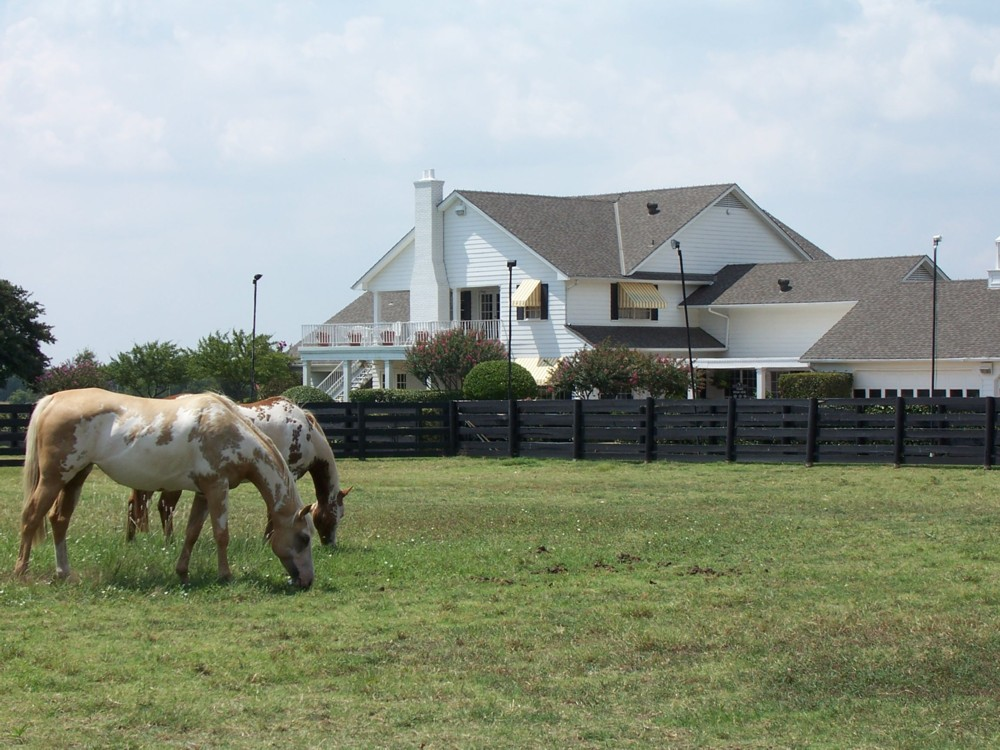
Közeli nézet a házról
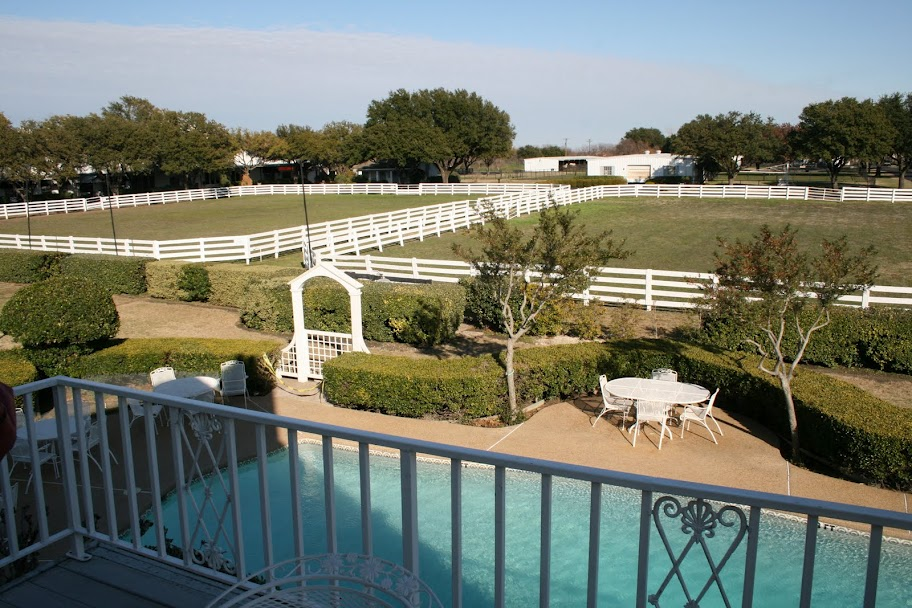
Az úszómedence az erkélyről

## Lásd még
- Texas Music Revolution